# بوکاوا
بوکاوا (به لاتین: Bukavu) یک منطقهٔ مسکونی در جمهوری دموکراتیک کنگو است که در South Kivu واقع شده‌است. بوکاوا ۶۰ کیلومترمربع مساحت و ۸۷۰٬۹۵۴ نفر جمعیت دارد و ۱٬۴۹۸ متر بالاتر از سطح دریا واقع شده‌است.

## خواهرخوانده
شهر پالرمو خواهرخواندهٔ بوکاوا هست.